# Apogonia banosana
Apogonia banosana är en skalbaggsart som beskrevs av Moser 1924. Apogonia banosana ingår i släktet Apogonia och familjen Melolonthidae. Inga underarter finns listade i Catalogue of Life.